# 東諾丁漢 (英國國會選區)

選區在諾丁漢郡的位置

東諾丁漢（英語：Nottingham East），英國國會一自治市選區，位於諾丁漢東部，包括六個地方選區。
本區始設於1885年，1950年被撤，1974年恢復。在2010年大選中工黨的克里斯·萊斯利以45.4%選票第二次當選，繼承了約翰·海柏留下的議席。